# 수구잠
수구 잠(水丘岑, ? ~ ?)은 후한 초기의 관료이다.

## 행적
북해상 동선은 살인을 저지른 호족 공손단(公孫丹) 부자를 처형하였다. 공손단의 유족들이 사병을 이끌고 관청에 쳐들어와 항의하니, 동선은 모두 극현(劇縣)의 감옥에 가두었고, 문하서좌(門下書佐) 수구잠은 동선의 명으로 이들을 죽였다.
이를 월권행위로 판단한 청주에서는 수구잠과 동선을 조정에 고발하였고, 결국 수구잠 등은 조정에 불려가 정위의 심리를 받게 되었다. 동선은 수구잠이 자신의 명령에 따랐을 뿐이라며 자신을 죽이고 그를 살려달라고 청원하였고, 광무제는 동선을 회령(懷令)으로 좌천시키고 청주에는 수구잠의 죄를 논하지 말 것을 명하였다.
수구잠은 벼슬이 사례교위에 이르렀다.

## 출전
- 범엽, 《후한서》 권77 혹리열전